# Aldo Gorfer
Aldo Gorfer (geboren 22. September 1921 in Cles; gestorben 12. Juni 1996 in Trient) war ein italienischer Journalist, Schriftsteller und Historiker.

## Leben
Aldo Gorfer wuchs in Trient auf, wohin seine Eltern kurz nach seiner Geburt gezogen waren. Er war das älteste von sechs Kindern von Alfredo Gorfer, einem Handelsreisenden, und Maria Helfer. Nach dem Besuch der Grundschule schickten ihn die tiefgläubigen Eltern auf die Priesterseminarschule der Erzdiözese Trient. Nach der Matura ging Gorfer auf die Lehrerbildungsanstalt, die er 1940 abschloss.
Im Herbst 1941 schrieb er sich an der Universität Mailand ein, wurde aber bereits im Dezember 1941 zum Militär eingezogen. Seine Studien sollte er erst 1956 mit einer Arbeit in Anthropogeographie an der Universität Urbino abschließen. Nach dem Waffenstillstand von Cassibile im September 1943 legte er seine Uniform ab und schlug sich vom Friaul zu Fuß nach Hause durch. Um nicht in den Trentiner Sicherungsverband, eine in der Operationszone Alpenvorland aufgestellte Hilfstruppe der Wehrmacht, eingezogen zu werden, versteckte sich Gorfer. Er fand Unterschlupf in einem Pfarrhaus in den Äußeren Judikarien südwestlich von Trient. Dort begann er sich für Land und Leute zu interessieren. Er durchforstete Pfarrarchive und streifte zu Fuß durch die Judikarien.
Nach dem Krieg begann er 1946 als Journalist zu arbeiten. Eine Stelle bei der vom CNL kontrollierten Zeitung Alto Adige in Bozen lehnte er ab. Stattdessen nahm er eine Arbeit bei der von Flaminio Piccoli gegründeten und geleiteten, katholisch-konservativen Tageszeitung Il Popolo Trentino an. Gorfer durchstieg die ganze Karriereleiter als Journalist bei der 1951 in L’Adige umbenannten Zeitung bis zum Chefredakteur. 1977 ging er nach einem Herzinfarkt vorzeitig in Pension, kehrte aber aus Liebe zum Beruf kurz zurück, um 1994 für einige Tage den Posten als Zeitungsdirektor zu übernehmen.
Gorfer hielt sich kaum in der Redaktion der Zeitung auf und reiste für seine Recherchen viel durch das Trentino. Aus seiner redaktionellen Arbeit entstanden eine Reihe von Büchern, die ihn bekannt machten. In seiner Arbeit als Redakteur und Autor zeichnete er sich durch tiefgehende Hintergrundrecherchen aus, bevor er sich überhaupt ans Schreiben machte. Auch wenn er für eine regierungsfreundliche konservative Zeitung arbeitete, kritisierte er ohne Umschweife die Lokalpolitik, wenn er sich aufgrund seiner Recherchen im Recht sah. Für die römische Nachrichtenagentur ASCA war er als Korrespondent während des Prager Frühlings 1968 in der Tschechoslowakei, außerdem berichtete er von den Studentenunruhen aus Paris.
Aldo Gorfer beschäftigte sich vorwiegend mit Themen aus seiner Heimat. Vor allem interessierte ihn der soziale Wandel im strukturschwachen Trentino. Emigration, stagnierende Bevölkerungsentwicklung in der Peripherie, Traditionsverluste in der bergbäuerlichen Kultur waren Themen, mit denen er sich auseinandersetzte. Seine Aufmerksamkeit galt daneben auch den Bergbauern Südtirols, denen er einfühlsame Reportagen widmete.
Daneben interessierte er sich aber auch für das kulturelle Erbe der Provinz und für die Naturschönheiten, die er alle in einer Reihe von Büchern detailliert beschrieb, die mehrfach ausgezeichnet wurden. Sein journalistischer Schreibstil und die mit Fotografien bekannter Fotografen, wie Flavio Faganello und Francesco Gadler, ausgeschmückten Bücher, machten seine Arbeiten auch beim breiten Publikum beliebt. Mit der Zeit eignete er sich auch einen wissenschaftlichen Arbeitsstil an, so dass er auch in der Fachwelt Beachtung befand. Eine besondere Liebe entwickelte er für die Burgenlandschaft im Trentino. Bereits 1946 veröffentlichte er dazu seinen ersten Artikel. Bis zu seinem Tode schrieb er mehrere Bücher über das Thema, die er immer wieder mit neuen Erkenntnissen und Forschungsergebnissen ergänzte und aktualisierte. Seine 1985 begonnene auf sechs Bände angelegte Reihe über die Burgen des Trentinos blieb aufgrund seines Todes jedoch unvollendet, zuletzt erschien 1994 der vierte Band.

## Schriften (Auswahl)
- Guida dei Castelli del Trentino Trento, Saturnia, 1965.
- Die Erben der Einsamkeit. Saturnia, Trient 1975.

Neuausgabe unter dem Titel: Die Erben der Einsamkeit. Südtiroler Bergbauern – Leben am Abgrund. Mit Fotografien von Flavio Faganello. Athesia, Bozen 2024, ISBN 978-88-6839-694-7.
- Le valli del Trentino. In zwei Bänden, Manfrini, Calliano 1975–1977.

1. Trentino occidentale. Manfrini, Calliano 1975.
2. Trentino orientale. Manfrini, Calliano 1977.

- Das Ägidi-Brot: Menschen und Landschaften in Südtirol. Saturnia, Trient 1983.
- I castelli del Trentino. In vier Bänden, Saturnia, Trient 1985–1994.

1. Castelli e territorio, castelli e storia, castelli e società. Saturnia, Trient 1985, ISBN 88-7702-001-6.
2. Valli del Fersina e dell’Avisio, Valsugana e Primiero. Saturnia, Trient 1989, ISBN 88-7702-019-9.
3. Trento e Valle dell’Adige, Piano Rotaliano. Saturnia, Trient 1990.
4. Rovereto e la Valle Lagarina.  Saturnia, Trient 1994.